# Olympische Sommerspiele 1960/Leichtathletik – 1500 m (Männer)
Der 1500-Meter-Lauf der Männer bei den Olympischen Spielen 1960 in Rom wurde am 3. und 6. September 1960 im Stadio Olimpico ausgetragen. 39 Athleten nahmen teil.
Olympiasieger wurde der Australier Herb Elliott, der einen neuen Weltrekord aufstellte. Er gewann vor dem Franzosen Michel Jazy und dem Ungarn István Rózsavölgyi.
Arthur Hannemann, Siegfried Valentin und Adolf Schwarte aus Deutschland sowie Rudolf Klaban aus Österreich und Egon Oehri aus Liechtenstein scheiterten in ihren Vorläufen. Es gab keine Teilnehmer aus der Schweiz.

## Rekorde

### Bestehende Rekorde

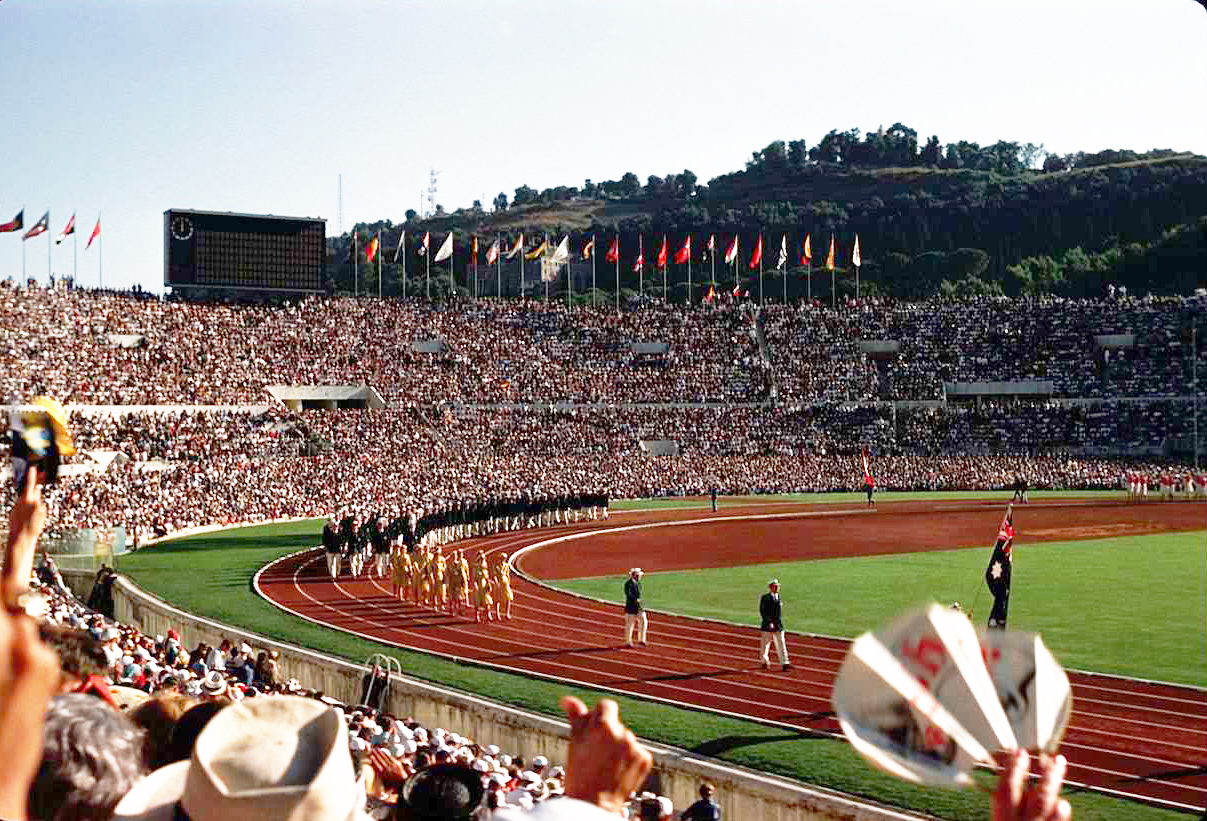
Das Olympiastadion während der Eröffnungsfeier

| Weltrekord         | 3:36,0 min | Herb Elliott ( Australien) | Göteborg, Schweden              | 28. August 1958  |
| Olympischer Rekord | 3:41,2 min | Ron Delany ( Irland)       | Finale OS Melbourne, Australien | 1. Dezember 1956 |

### Rekordverbesserung
Der australische Olympiasieger Herb Elliott verbesserte seinen eigenen Weltrekord im Finale am 6. September um vier Zehntelsekunden auf 3:35,6 min. Damit steigerte er gleichzeitig den bestehenden olympischen Rekord um 5,3 Sekunden.

## Durchführung des Wettbewerbs
39 Athleten traten am 3. September zu drei Vorläufen an. Pro Vorlauf qualifizierten sich die jeweils drei Laufbesten – hellblau unterlegt – für das Finale am 6. September.

## Zeitplan
3. September, 17:15 Uhr: Vorläufe

6. September, 16:15 Uhr: Finale

## Vorläufe
Datum: 3. September 1960, ab 17:15 Uhr

### Vorlauf 1

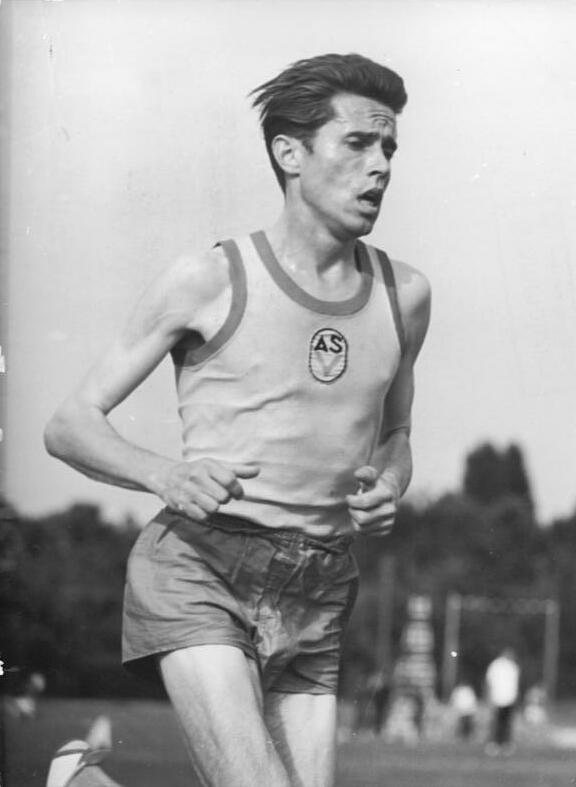
Arthur Hannemann – ausgeschieden als Achter des ersten Vorlaufs

| Platz | Name                  | Nation         | Offizielle Zeit handgestoppt | Inoffizielle Zeit elektronisch |
| ----- | --------------------- | -------------- | ---------------------------- | ------------------------------ |
| 1     | Herb Elliott          | Australien     | 3:41,4 min                   | 3:41,50 min                    |
| 2     | István Rózsavölgyi    | Ungarn         | 3:42,0 min                   | 3:42,15 min                    |
| 3     | Dyrol Burleson        | USA            | 3:42,2 min                   | 3:42,40 min                    |
| 4     | Terry Sullivan        | Südrhodesien   | 3:42,8 min                   | 3:42,96 min                    |
| 5     | Jewgeni Momotkow      | Sowjetunion    | 3:43,6 min                   | 3:43,80 min                    |
| 6     | Olavi Salonen         | Finnland       | 3:46,4 min                   | 3:46,57 min                    |
| 7     | Rudolf Klaban         | Österreich     | 3:47,1 min                   | 3:47,24 min                    |
| 8     | Arthur Hannemann      | Deutschland    | 3:47,4 min                   | 3:47,57 min                    |
| 9     | Laurie Reed           | Großbritannien | 3:47,9 min                   | 3:48,24 min                    |
| 10    | Joe Mullins           | Kanada         | 3:53,1 min                   | 3:53,45 min                    |
| 11    | Tomás Barris          | Spanien        | 3:57,3 min                   | 3:56,10 min                    |
| 12    | Mohamed Gouider       | Tunesien       | 3:58,4 min                   | 3:58,52 min                    |
| DNF   | Zbigniew Orywał       | Polen          |                              |                                |
| DNS   | Abdul Ghafar Ghafoori | Afghanistan    |                              |                                |

### Vorlauf 2

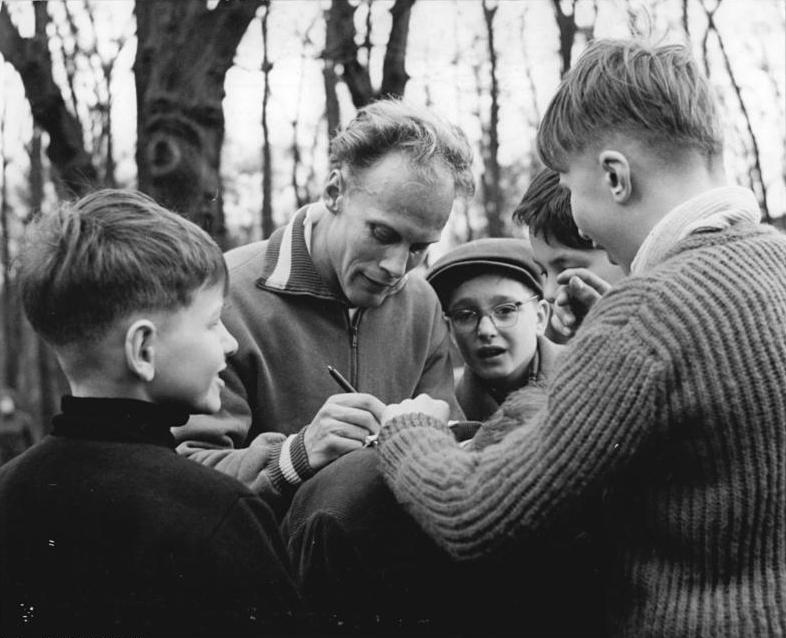
Siegfried Valentin (hier beim Verteilen von
Autogrammen) schied als Sechster
des zweiten Vorlaufs aus

| Platz | Name                 | Nation         | Offizielle Zeit handgestoppt | Inoffizielle Zeit elektronisch |
| ----- | -------------------- | -------------- | ---------------------------- | ------------------------------ |
| 1     | Michel Bernard       | Frankreich     | 3:42,2 min                   | 3:42,34 min                    |
| 2     | Jim Grelle           | USA            | 3:43,5 min                   | 3:43,65 min                    |
| 3     | Arne Hamarsland      | Norwegen       | 3:44,4 min                   | 3:44,63 min                    |
| 4     | Brian Kent-Smith     | Großbritannien | 3:46,1 min                   | 3:46,21 min                    |
| 5     | Albie Thomas         | Australien     | 3:46,8 min                   | 3:46,95 min                    |
| 6     | Siegfried Valentin   | Deutschland    | 3:46,9 min                   | 3:46,99 min                    |
| 7     | Svavar Markússon     | Island         | 3:47,1 min                   | 3:47,20 min                    |
| 8     | Alfredo Rizzo        | Italien        | 3:47,3 min                   | 3:47,56 min                    |
| 9     | Andrei Barabaș       | Rumänien       | 3:47,4 min                   | 3:47,71 min                    |
| 10    | Muharrem Dalkılıç    | Türkei         | 3:47,9 min                   | 3:48,18 min                    |
| 11    | Dhira Phiphobmongkol | Thailand       | 3:57,3 min                   | 3:56,10 min                    |
| DNF   | Egon Oehri           | Liechtenstein  |                              |                                |
| DNF   | Péter Parsch         | Ungarn         |                              |                                |
| DNS   | Roger Moens          | Belgien        |                              |                                |
| DNS   | Ralph Gomes          | Guyana         |                              |                                |

### Vorlauf 3
| Platz | Name               | Nation         | Offizielle Zeit handgestoppt | Inoffizielle Zeit elektronisch |
| ----- | ------------------ | -------------- | ---------------------------- | ------------------------------ |
| 1     | Dan Waern          | Schweden       | 3:43,9 min                   | 3:44,18 min                    |
| 2     | Michel Jazy        | Frankreich     | 3:44,9 min                   | 3:45,03 min                    |
| 3     | Zoltan Vamoș       | Rumänien       | 3:44,9 min                   | 3:45,07 min                    |
| 4     | Adolf Schwarte     | Deutschland    | 3:45,3 min                   | 3:45,46 min                    |
| 5     | Lajos Kovács       | Ungarn         | 3:46,0 min                   | 3:46,20 min                    |
| 6     | Mike Wiggs         | Großbritannien | 3:46,5 min                   | 3:46,61 min                    |
| 7     | Merv Lincoln       | Australien     | 3:46,8 min                   | 3:47,18 min                    |
| 8     | Evangelos Depastas | Griechenland   | 3:48,4 min                   | 3:48,77 min                    |
| 9     | Pete Close         | USA            | 3:50,2 min                   | 3:50,69 min                    |
| 10    | Olavi Vuorisalo    | Finnland       | 3:52,2 min                   | 3:52,68 min                    |
| 11    | Stefan Lewandowski | Polen          | 3:59,3 min                   | 3:59,75 min                    |
| 12    | Yair Pantilat      | Israel         | 3:59,8 min                   | 4:00,14 min                    |
| 13    | Kassim Mukhtar     | Irak           | 4:00,1 min                   | 4:00,33 min                    |
| DNS   | Karl Schaller      | Schweiz        |                              |                                |

## Finale

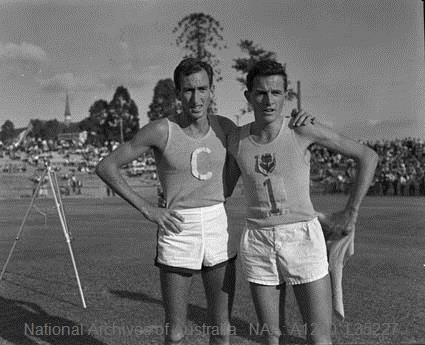
Herb Elliott (links) wurde seiner Favoritenrolle gerecht:
er eroberte Gold und Weltrekord

Datum: 6. September 1960, 16:15 Uhr
| Platz | Name               | Nation     | Zeit       | Anmerkung |
| ----- | ------------------ | ---------- | ---------- | --------- |
| 1     | Herb Elliott       | Australien | 3:35,6 min | WR        |
| 2     | Michel Jazy        | Frankreich | 3:38,4 min |           |
| 3     | István Rózsavölgyi | Ungarn     | 3:39,2 min |           |
| 4     | Dan Waern          | Schweden   | 3:40,0 min |           |
| 5     | Zoltan Vamoș       | Rumänien   | 3:40,8 min |           |
| 6     | Dyrol Burleson     | USA        | 3:40,9 min |           |
| 7     | Michel Bernard     | Frankreich | 3:41,5 min |           |
| 8     | Jim Grelle         | USA        | 3:45,0 min |           |
| 9     | Arne Hamarsland    | Norwegen   | 3:45,0 min |           |

Favorit war der Australier Herb Elliott. Dahinter gab es einige Athleten, denen Medaillenchancen eingeräumt wurden. Dazu gehörten die beiden Franzosen Michel Jazy und Michel Bernard, der Ungar István Rózsavölgyi und auch Dan Waern aus Schweden.
Das Finale wurde auf den ersten beiden Runden vom Franzosen Bernard bestimmt. Das Feld war noch dicht zusammen. Bei ca. 900 Metern verschärfte Elliott enorm und setzte sich an die Spitze. Das Feld zog sich nun immer mehr auseinander, schnell entstand eine deutliche Lücke zwischen Elliott und seinen Kontrahenten. Auch auf der letzten Runde zog der Australier weiter durch und vergrößerte seinen Vorsprung mehr und mehr. Elliotts Trainer Percy Cerutty signalisierte seinem Schützling eingangs der letzten Kurve, dass er auf Weltrekordkurs lag. Elliott ließ sich durch nichts beirren und lief in Weltrekordzeit zum Olympiasieg. Fast drei Sekunden hinter ihm kamen Jazy und dahinter Rózsavölgyi ins Ziel.
István Rózsavölgyi gewann die erste ungarische Medaille in dieser Disziplin.
Das Rennen und die Zwischenstände:
200 m: 28,3 s Bernard, Waern, Hamarsland, Jazy, Elliott – 400 m: 58,2 s Bernard, Waern, Hamarsland, Vamoș, Rózsavölgyi, Elliott – 600 m: 1:27,4 min Bernard, Waern, Vamoș, Elliott, Jazy –
800 m: 1:57,8 min Bernard, Waern, Vamoș, Elliott, Jazy – 1000 m: 2:25,4 min Elliott, Rózsavölgyi, Jazy, Bernard – 1200 m: 2:54,0 min Elliott, Rózsavölgyi (3 m), Jazy (5 m), Vamoș (8 m)

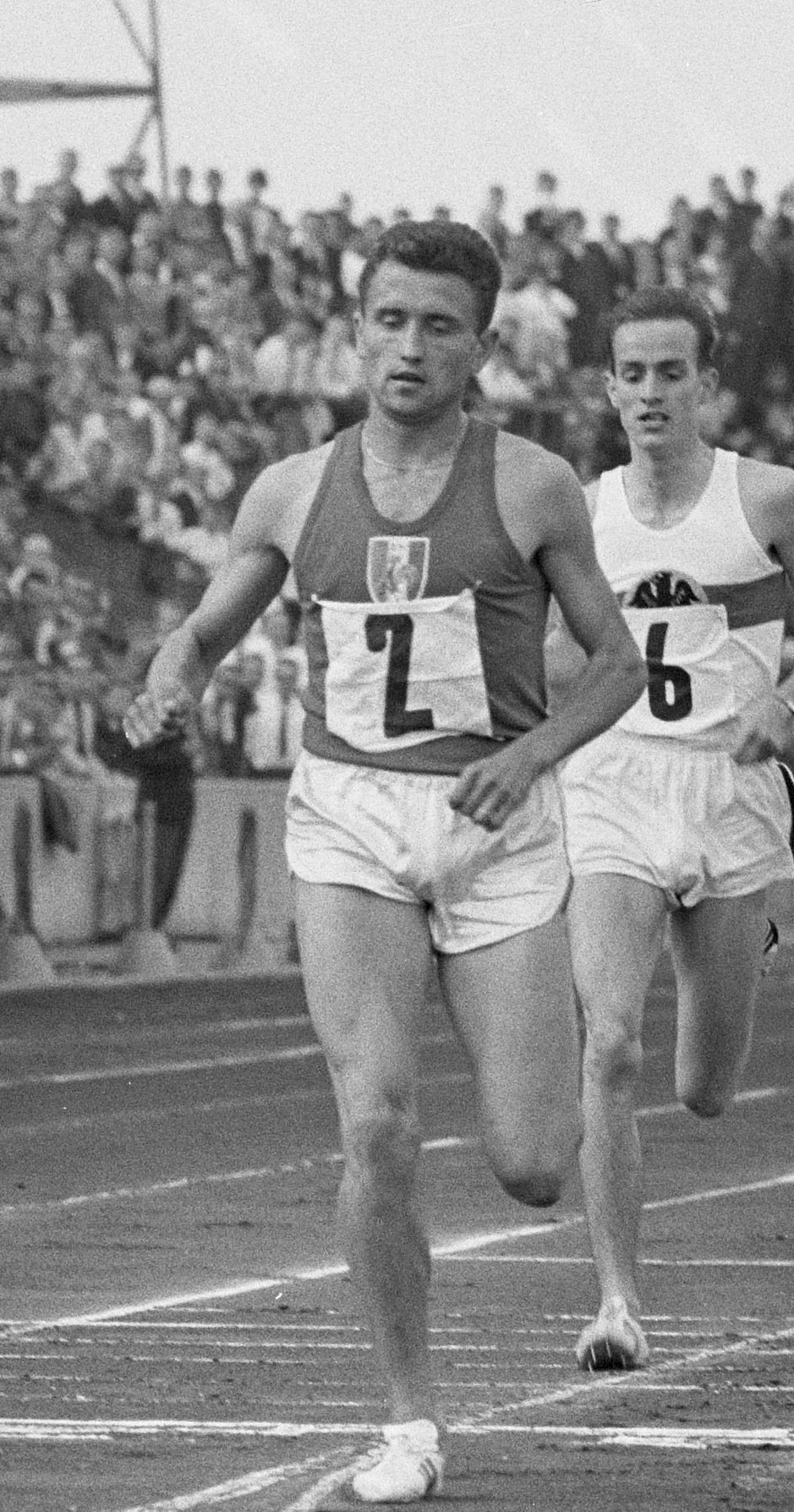
Silbermedaillengewinner Michel Jazy (hier in führender Position in einem Rennen des Jahres 1963)
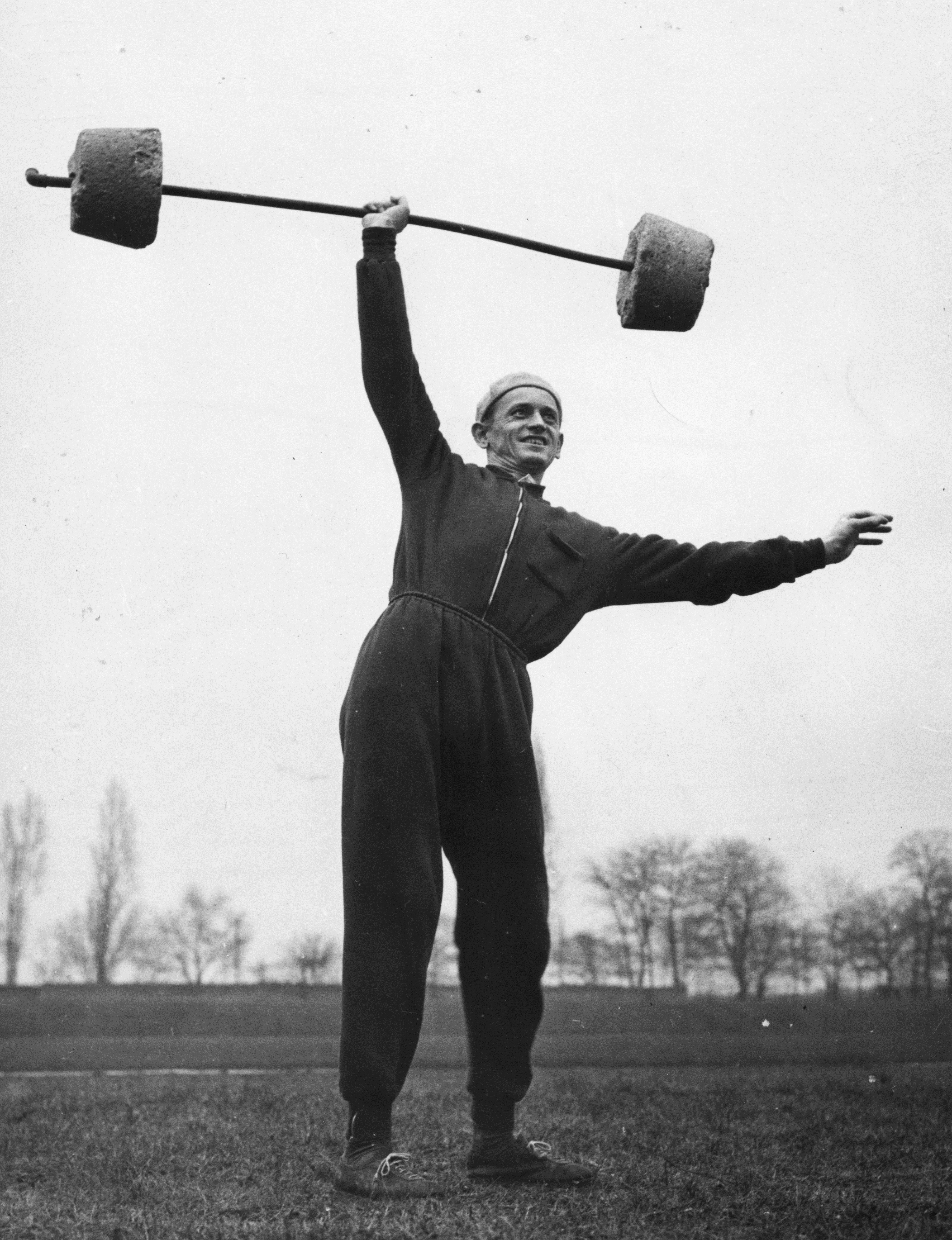
Bronze gab es für István Rózsavölgyi (im Jahr 1961 beim Spaß-Gewichtheben)
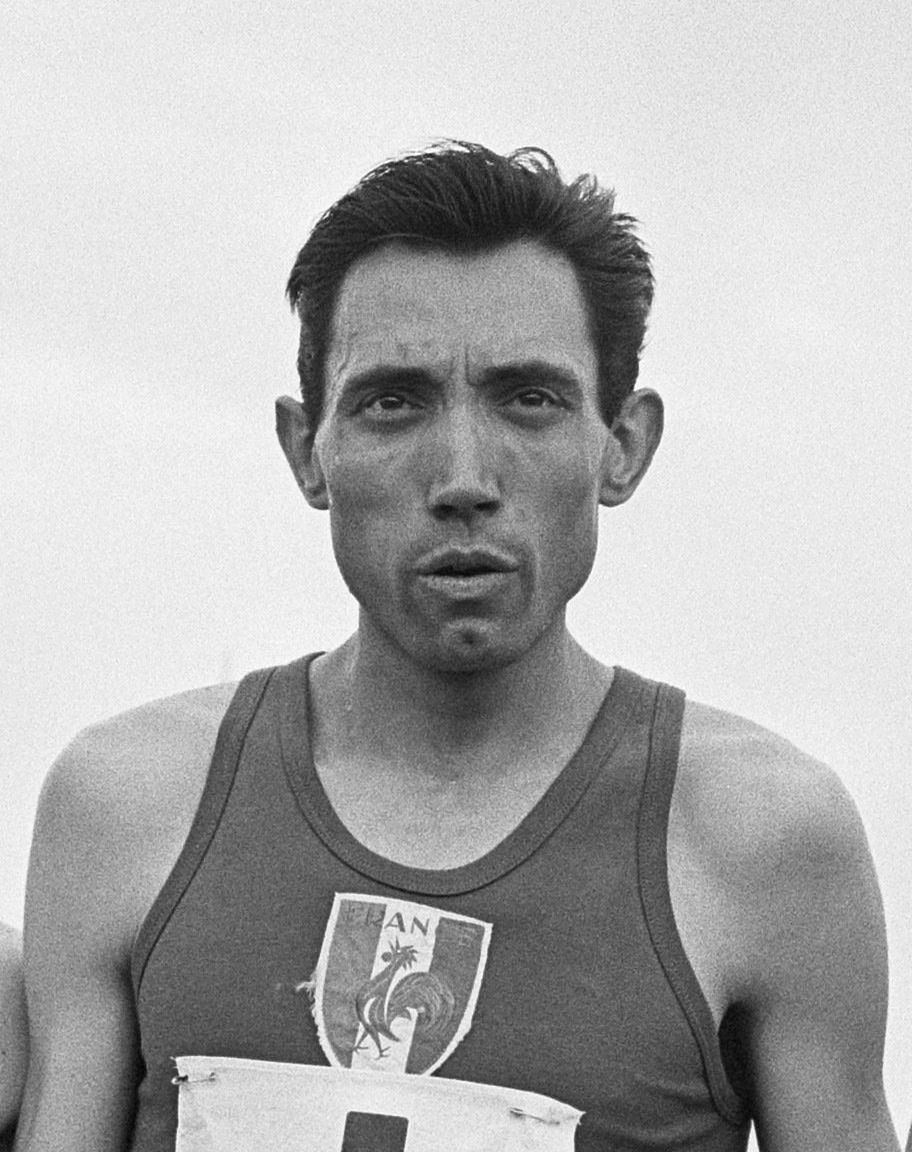
Im Finale auf Rang sieben: Michel Bernard

## Videolinks
- 25 Olympic Series 1960, Herb Elliott, 1500m 2 30 Min, youtube.com, abgerufen am 11. Oktober 2017
- The Unbeatable Herb Elliot - Men's 1,500m / Rome 1960 Olympics, youtube.com, abgerufen am 23. August 2021